# Burla (gmina)
Burla – gmina w Rumunii, w okręgu Suczawa. Obejmuje tylko jedną miejscowość Burla. W 2011 roku liczyła 2111 mieszkańców.